# Arboretum Neuenkoop

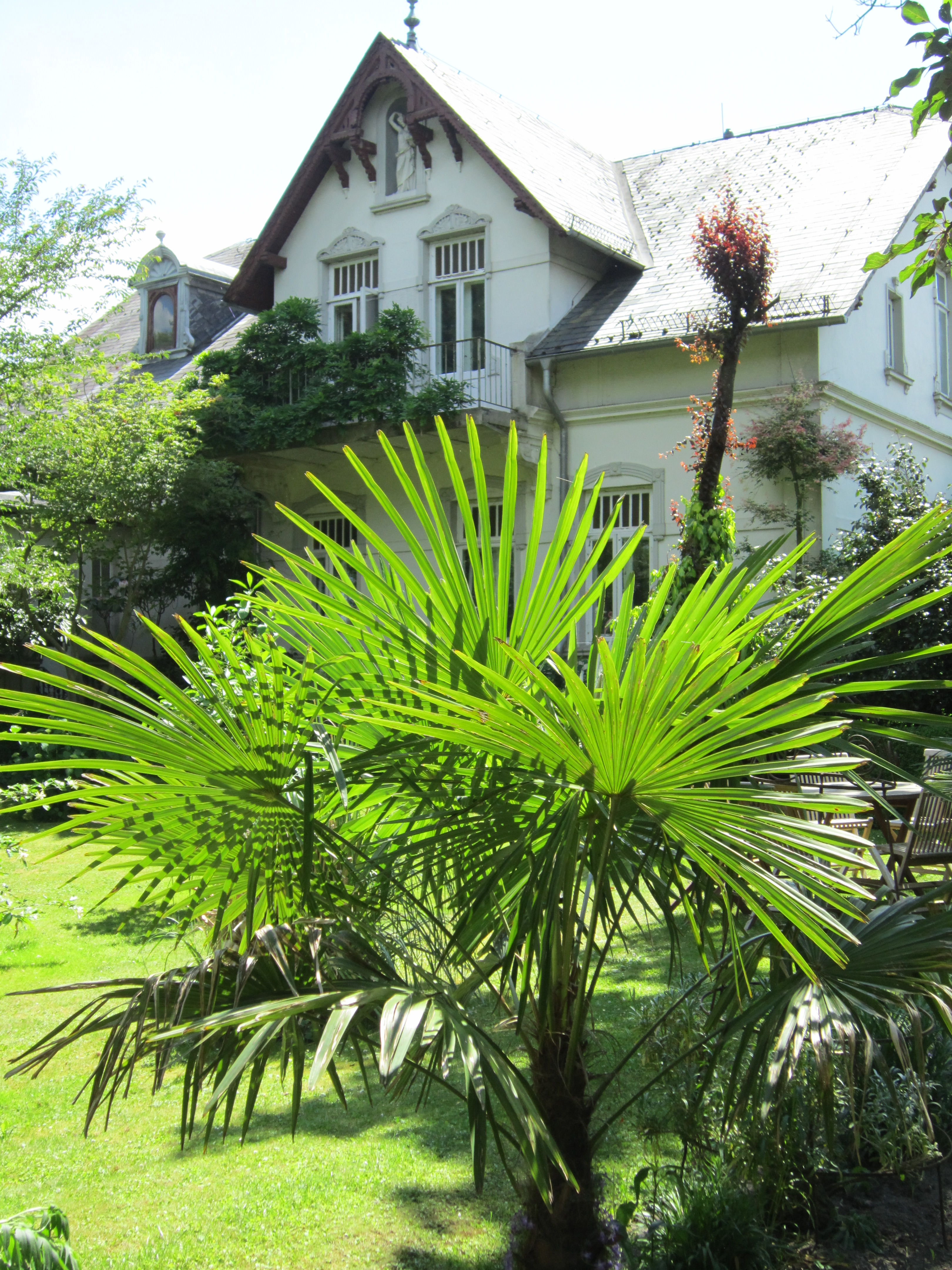
Palmen bei der Jugendstilvilla

Das zwei Hektar große, in privatem Eigentum befindliche Arboretum Neuenkoop liegt im Berner Ortsteil Neuenkoop im niedersächsischen Landkreis Wesermarsch. Das Arboretum befindet sich am Rande der Delmenhorster Geest auf Marsch- und Moorboden mit Sandinseln in einem ehemaligen Flussüberschwemmungsgebiet der Weser, Hunte und Berne.
Neben einer 750 Gehölze umfassenden Sammlung von Eichen, Ahornen, Kastanien, Magnolien, Fliedern und Rhododendren gedeihen im Arboretum Neuenkoop eine Vielzahl subtropischer Gehölze wie u. a. Eukalyptus, immergrüne Magnolien, Kamelien, Hanfpalmen, Seidenbäume, Mittelmeerzypressen und Feigen.

## Geschichte
Das Arboretum wurde im Jahr 1995 neu angelegt und 2008 der Öffentlichkeit gegen Zahlung eines Eintrittsgeldes zugänglich gemacht. Die Hofanlage Neuenkooper Straße 64, auf deren Grund sich das Arboretum befindet, besteht seit 1522 und ist ein Baudenkmal. Bis 1995 wurde das Gelände als Kuhweide genutzt. Als einziger Baum stand damals eine 1908 gepflanzte Stieleiche auf dem Grundstück.
Eigentümer des Arboretums ist seit 1996 der Gartenarchitekt Matthias Rieger.

## Zweck

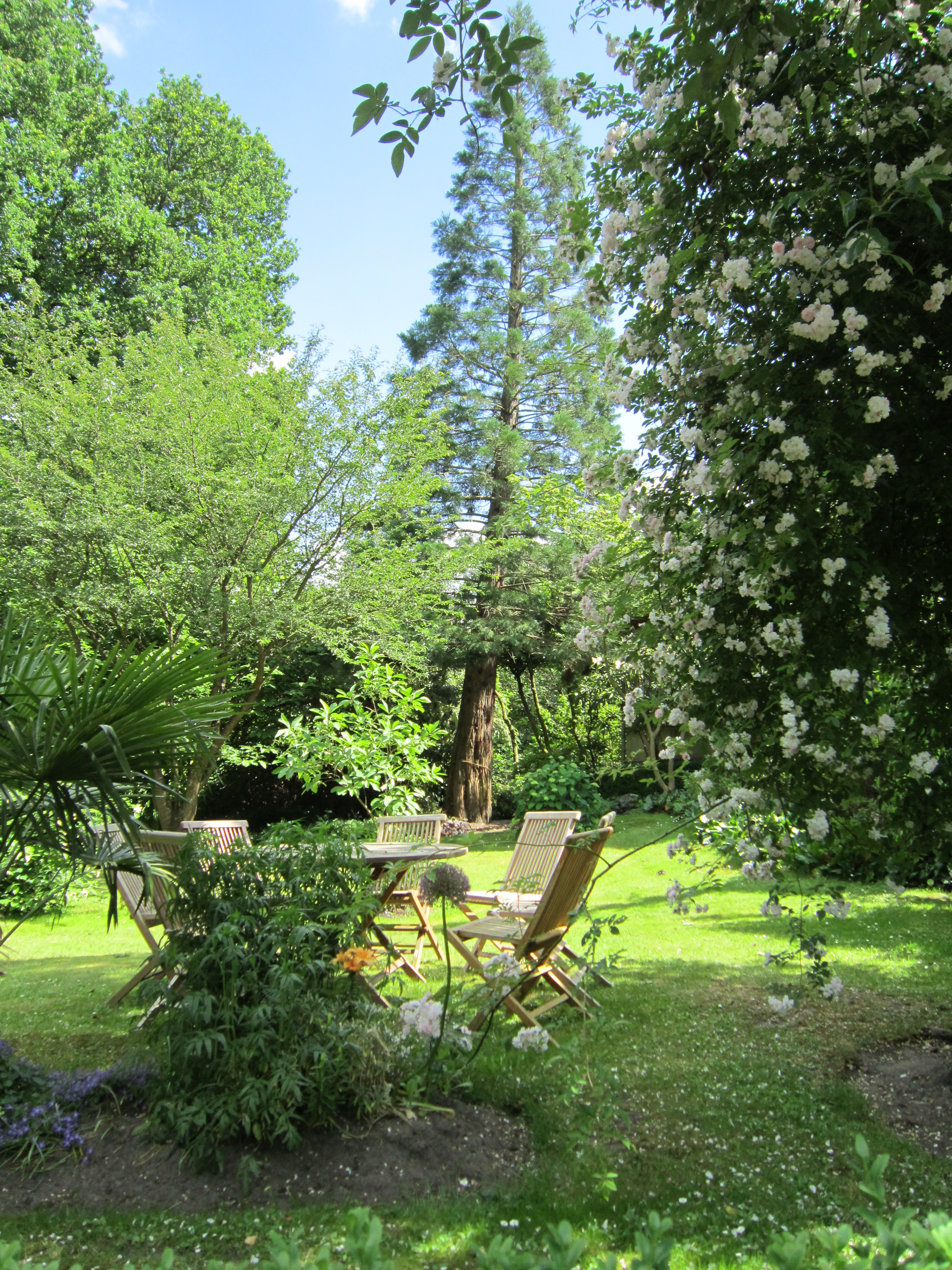
Sitzgruppe im hinteren Teil der Anlage

### Schaugarten
Das Privat-Arboretum ist als Schaugarten angelegt und kann gegen Zahlung eines Eintrittsgeldes besichtigt werden.

### Versuchsgarten
Die Anlage ist aber auch Versuchsgarten, in dem wissenschaftlich getestet wird, inwieweit im Kontext der Globalen Erwärmung Pflanzen aus wärmeren Regionen in der Lage sind, dem nordwestdeutschen Wetter zu trotzen. Die Winter in der Wesermarsch waren immer schon relativ mild, so dass im 21. Jahrhundert gute Chancen bestehen, dass viele Pflanzen in Neuenkoop den Winter lebend überstehen, die in anderen Teilen Deutschlands außerhalb geheizter Räume erfrieren würden. Durch die Nähe zur Nordsee mit ihrer relativ feuchten Luft und in der Regel ausreichenden Niederschlägen werden zudem die Pflanzen nicht einem so starken Dürrestress in heißen Sommern ausgesetzt wie weiter im Binnenland.
In Anbetracht des recht geringen Alters hoch wachsender Bäume und Sträucher sind diese relativ groß. Matthias Rieger führt das darauf zurück, dass sich in dem Boden über Jahrzehnte viel Kuhdünger angereichert habe und dass er systematisch abfallende Blätter und andere Pflanzenabfälle zur Düngung seiner Pflanzen verwendet.

### Gärtnerei
Die in der Anlage zu sehenden Pflanzen werden teils systematisch gezüchtet. Es sind Pflanzen wie der Losbaum, der Taschentuch- oder Kuchenbaum, Franklinien, Zimtahorne oder Papiermaulbeerbäume, Seidenbäume oder seltene Flieder-Sorten zu finden.

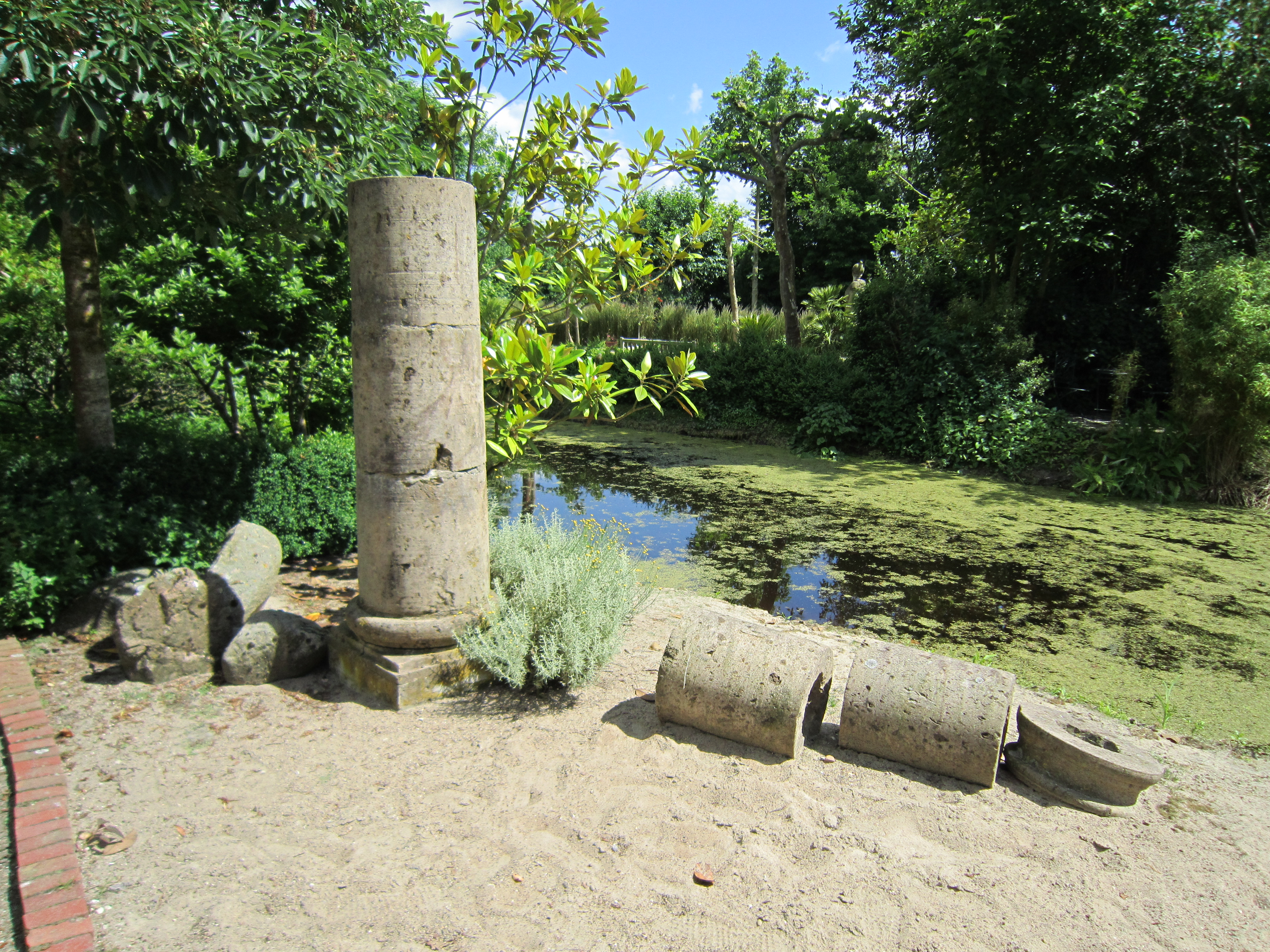
Säulenfragmente am Gartenteichstrand

## Gestaltung der Anlage
Die Pflanzen sind teils entsprechend ihrem Verwandtschaftsgrad, teils nach pflanzensoziologischen und teils nach ästhetischen Gesichtspunkten angeordnet.